# Аборты в Нидерландах

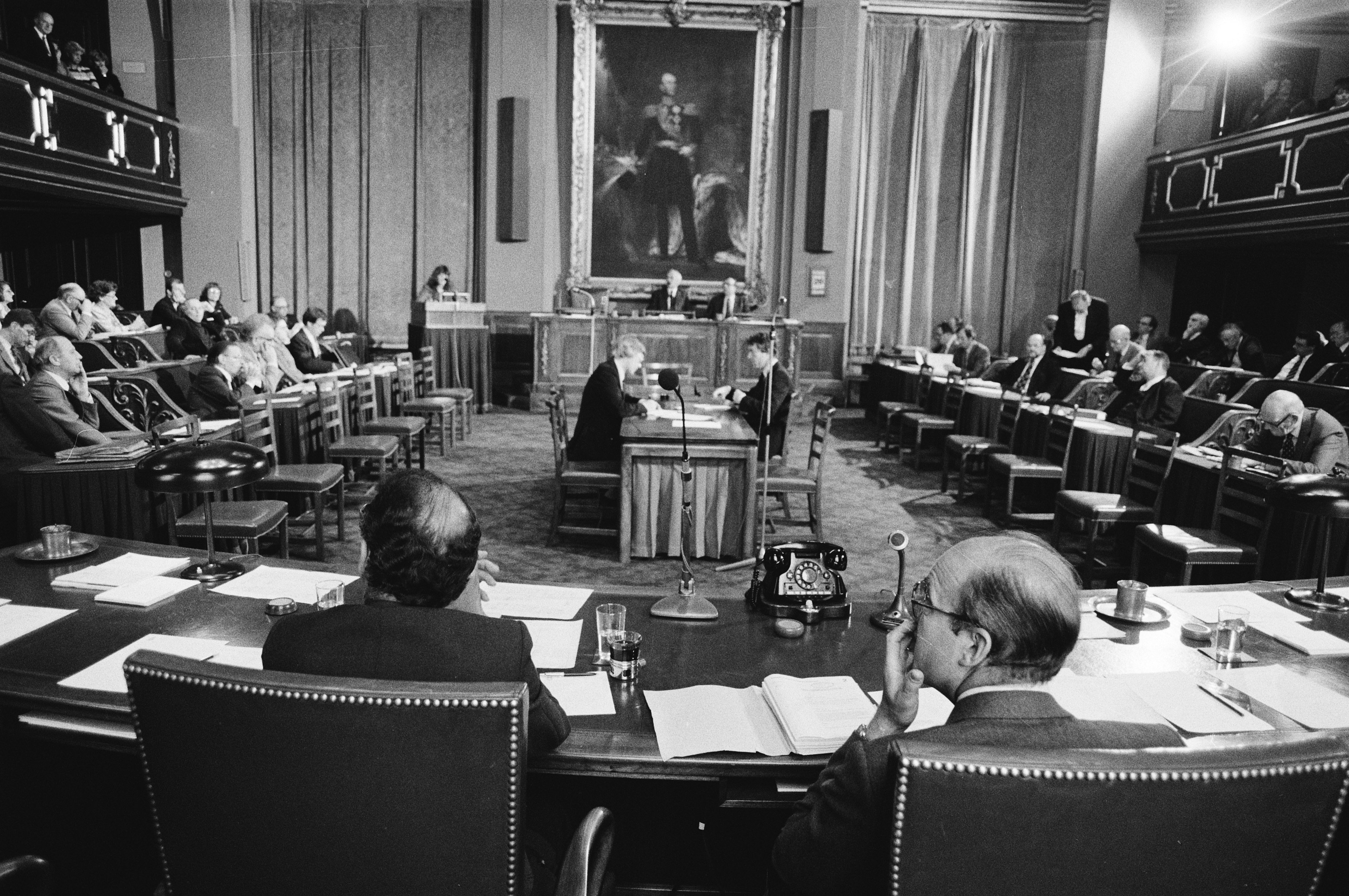
Сенат Нидерландов обсуждает законопроект об абортах (28 апреля 1981 г.).

Аборты в Нидерландах официально разрешены с 1984 года после множества общественных дискуссий. Ограничение по сроку на аборт в Нидерландах — не позднее 24 недель беременности.

## История

### 1910-е годы

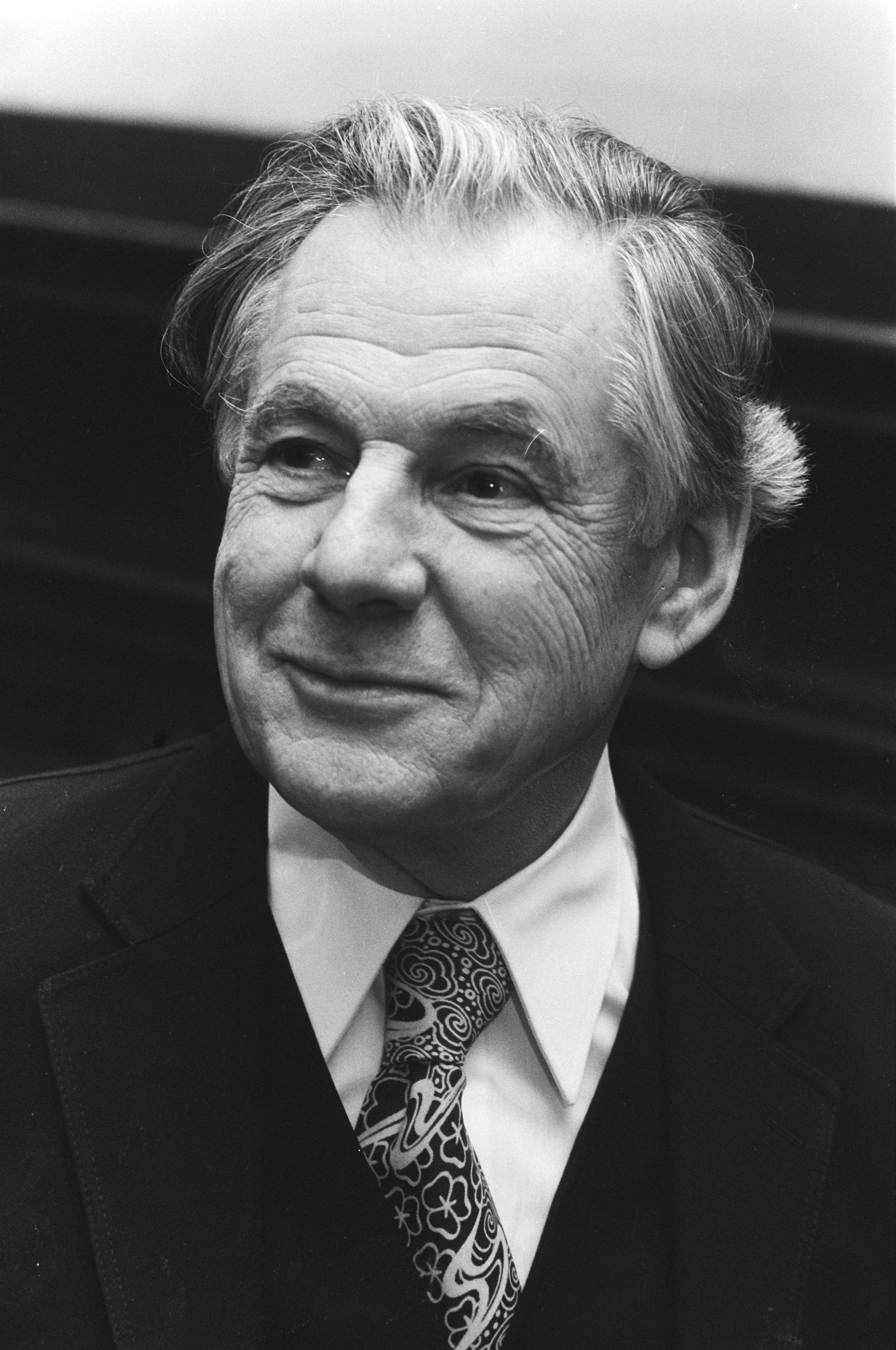
Тед Клостерман

Аборты были прямо запрещены в Нидерландах в 1911 году с введением Закона о морали. Раньше аборт считался преступлением, если можно было доказать, что плод ранее был жив. Помимо абортов, также была запрещена информация о контрацепции и продажа противозачаточных средств. Врачи общей практики избегали этой темы, а контрацепция не преподавалась в медицинских вузах. Врачи наказывались по закону. Аборты часто производились так называемыми «создателями ангелов» (нидерл. 
engeltjesmakers) или абортерами-любителями, которые использовали различные опасные методы, такие как мыльная пена или вязальные спицы. Возникало множество осложнений: инфекции, заражение крови, повреждение тканей матки из-за введения мыльной пены и иногда газовая эмболия. Профессор гинекологии Питер Трефферс обнаружил, что только в одном Амстердаме ежегодно проводилось более 2000 нелегальных абортов:8:04.

### 1950-е годы
Даже после войны контрацепция оставалась актуальной темой. Публикация в 1949 году в «Голландском медицинском журнале» двух женщин-врачей о противозачаточных средствах привела к получению более 180 писем от врачей общей практики, которые серьёзно пострадали в своих чувствах. После этого дальнейших статей о контрацепции не появлялось. В 1962 году в Нидерландах было сделано не менее 25 000 абортов; в том году там было осуждено 70 абортеров-любителей:12:27. Незаконные аборты убивали от 20 до 30 женщин в год в Нидерландах, в то время как многие другие стали инвалидами, потому что их таз был настолько воспалён, что они больше не могли ходить и вынуждены были передвигаться в инвалидной коляске до конца своей жизни:10:28.

### 1960-е годы
В 1960-х годах сексуальная революция вызвала общественные дебаты об абортах. 9 мая 1967 года профессор гинекологии Геррит Ян «Тед» Клостерман обмолвился по телевидению, что он был бы готов сделать аборт в определённых случаях: «Единственный мотив, который я вижу для прерывания беременности, — это когда носительница этой беременности находится в ситуации, которую можно было бы описать, возможно, используя грубое слово, как экзистенциальный дистресс». На следующее утро приёмная больницы Вильгельмина Гастуис, где работал Клостерман, была битком набита женщинами, которые думали, что оказались в такой же ситуации, и надеялись, что профессор поможет им; кроме того, звонили на его телефон с просьбами об аборте. В результате Клостерман учредил комитет медицинских экспертов, которые собирались один или два раза в неделю в обеденное время («обед аборта»), чтобы обсудить определённые случаи женщин, которые просили об аборте, и решить, следует ли им его делать:12:43.

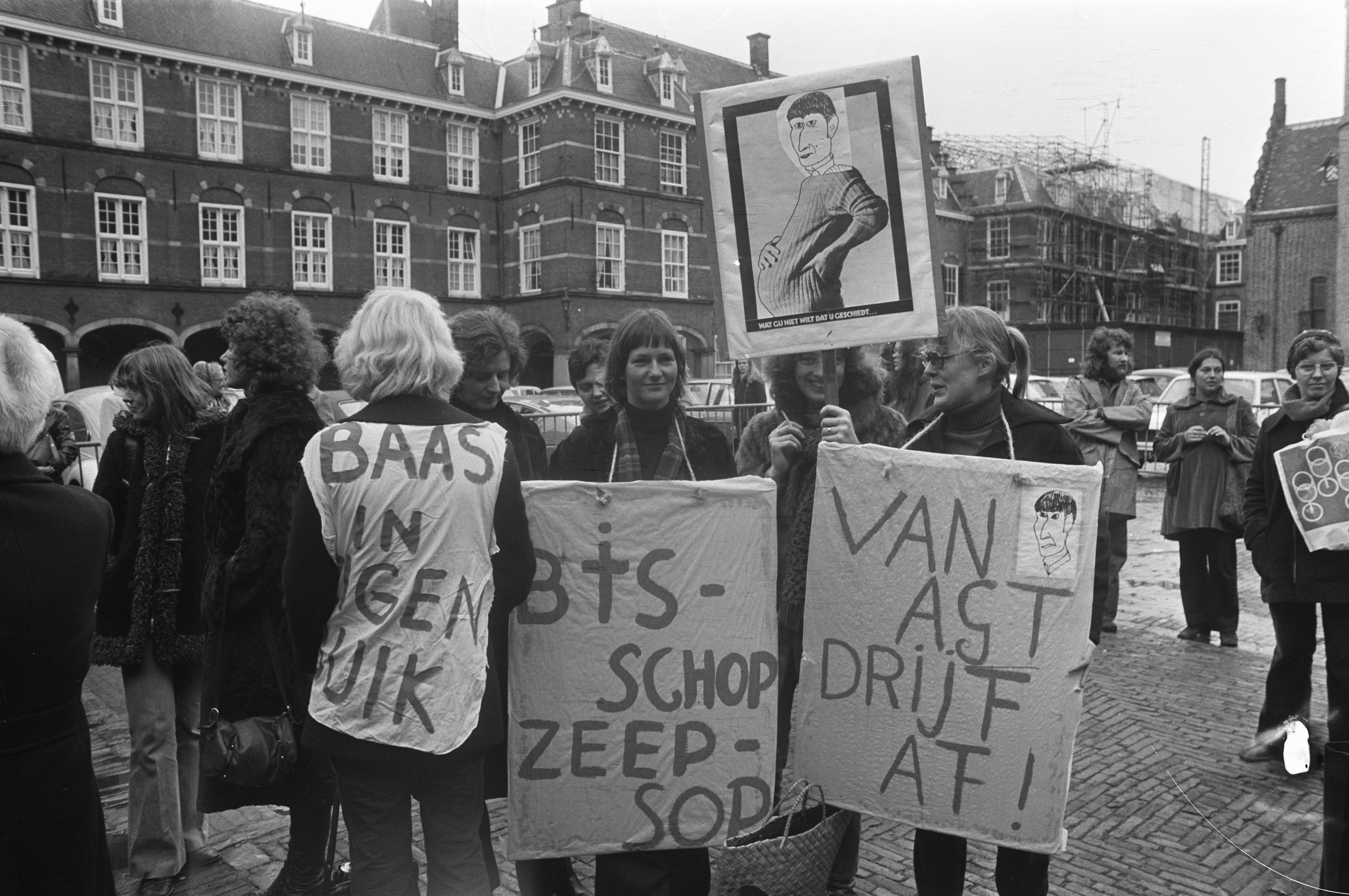
Протест под лозунгом «Босс в собственном животе» у клиники Блуменхове (1974).

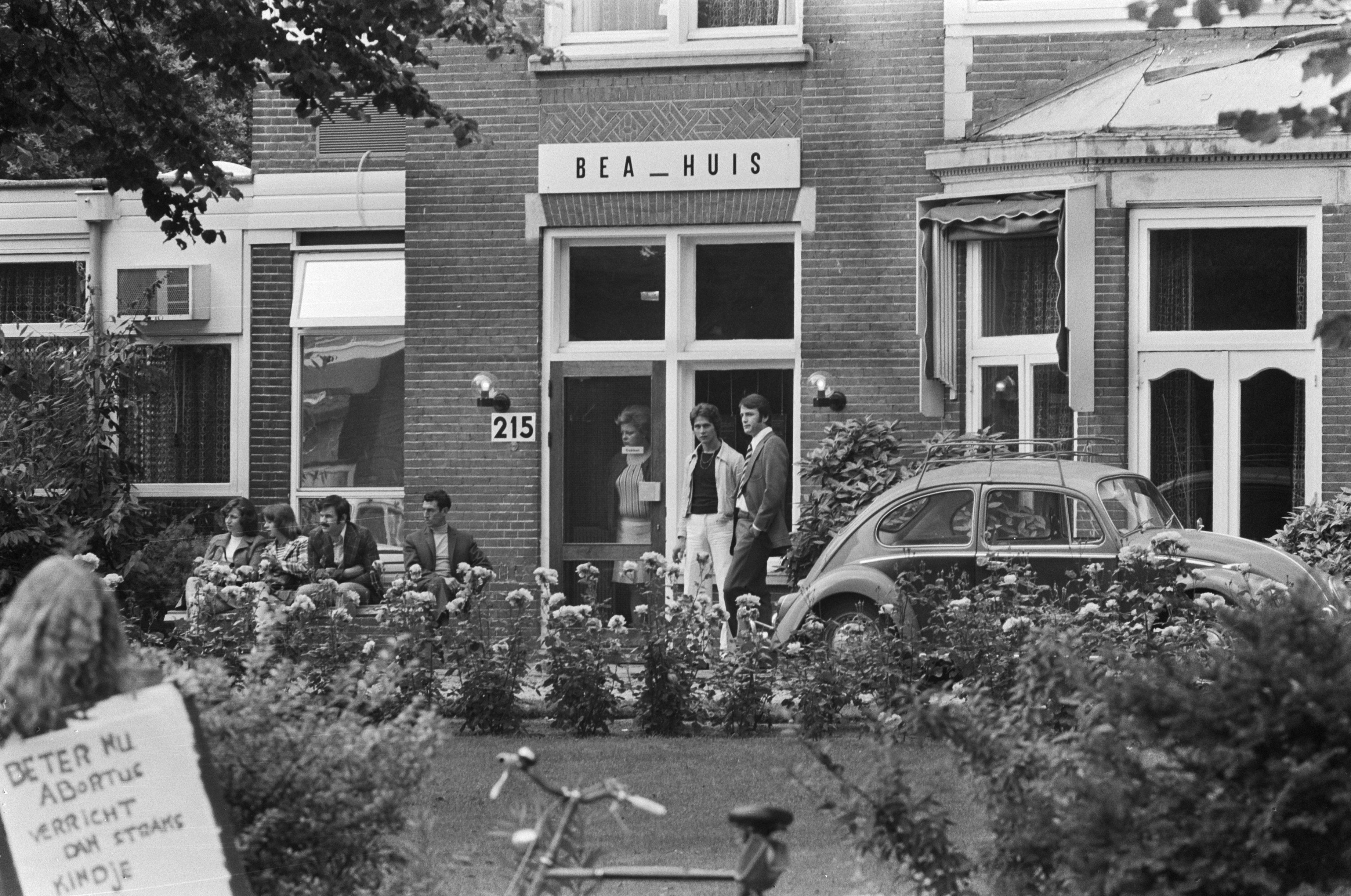
Сторонники и противники абортов в клинике Beahuis & Bloemenhove в Хемстеде (1974).

Позже такие комитеты по абортам появились и в других больницах, которые в совокупности помогли горстке женщин прервать беременность, в то время как подавляющее большинство абортов по-прежнему производилось непрофессионально и опасно. Чтобы удовлетворить высокий спрос на безопасные с медицинской точки зрения аборты, в 1969 году были созданы первые планы создания специальных клиник для абортов:16:01. Между тем, Соединённое Королевство легализовало аборты сроком до 28 недель 27 апреля 1968 года, после того как парламент принял закон 27 октября 1967 года. Это позволило сделать законный и оправданный с медицинской точки зрения аборт в Англии, и многие голландские женщины и девушки сделали это там. Швеция, которая уже легализовала аборты в 1938 году, также была популярным местом для девушек и женщин, желавших прервать беременность. Тем не менее, многие врачи общей практики предпочитали открывать клиники в Нидерландах, чтобы не усложнять жизнь своим пациентам.

### 1970-е годы
После этого депутаты Партии труда Ян Ламбертс, также врач общей практики, и Хайн Ретхоф в 1970 году выступили с инициативным законопроектом, ограничивающим уголовную ответственность за прерывание беременности. Аборт должен стать делом женщины после консультации с квалифицированным врачом. Однако законопроект социалистов не получил поддержки со стороны христианского и консервативного кабинета Де Йонга, состоящего из Католической народной партии, Антиреволюционной партии, Христианско-исторического союза и Народной партии за свободу и демократию. После того, как в 1971 году кабинет министров Бишевель I вступил в должность, министры Католической народной партии Луи Стейт и Дрис ван Агт выступили с более консервативным правительственным законопроектом, чем законопроект Ламбертса/Ретхофа, в котором гораздо больше внимания уделялось врачу, чем пациенту. Особенно фаза беременности и физическое состояние плода были ведущими для «достоинства защиты новой жизни». В связи с ранним падением кабинета Бишевеля I в 1972 году рассмотрение законопроекта Стейта/Ван Агта, а также нового инициативного законопроекта Ламбертса/Ретхофа было приостановлено до окончания выборов.

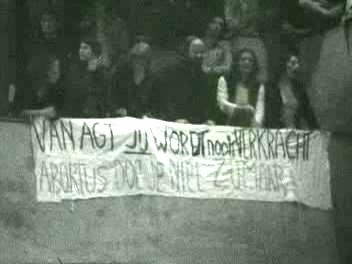
Активисты за аборты Университета Неймегена: «Ван Агт, тебя никогда не насиловали. Нельзя просто сделать аборт»

Тем временем в Нидерландах 27 февраля 1971 года первая абортная клиника начала проводить незаконные провокационные аборты. Это учреждение в Арнеме (Клиника Милдред), основанное Медицински ответственным фондом прерывания беременности (Stimezo), в то время финансировалось, в частности, социалистической телекомпанией VARA. В том же году была основана Ассоциация защиты нерождённого ребенка (VBOK), которая исходит из того, что человеческая жизнь, а значит, и нерождённый ребенок от зачатия до естественной смерти достойны защиты.
Во время второй волны феминизма возникла группа действий Dolle Mina, которая также выступала за легализацию абортов. С такими лозунгами, как «хозяйка в собственном животе» и «женщина решает», они подняли вопрос о том, что женщинам должно быть позволено самим решать, что делать в своей жизни и как вынашивать беременность.
В 1976 году это привело к обновлению инициативного законопроекта депутатами Партии труда Ламбертсом и Ретхофом, опять же при поддержке либеральных депутатов Народной партии за свободу и демократию Аарта Гертсена и Эльс Ведер-Смит. Этот закон был принят в Палате представителей, но отклонён в Сенате, главным образом потому, что против в Сенате проголосовали 8 консервативных сенаторов от Народной партии за свободу и демократию. Инициативный законопроект Матильды Гарденирс (Католическая народная партия) и Ханни ван Леувен (Антиреволюционная партия), в котором криминализация абортов была сохранена, но оставлена возможность для исключений, даже не получил большинства в Палате представителей.
Поворотным моментом в развитии стало неизбежное закрытие клиники абортов Bloemenhove в Хемстеде в 1976 году. Тогдашний министр юстиции Дрис ван Агт хотел по собственной инициативе закрыть клинику, где проводились так называемые «поздние аборты». Десятки участниц различных женских движений заняли клинику и не позволили сотрудникам войти. Впоследствии в Палате представителей было принято предложение, согласно которому судьба клиники Блуменхове должна была быть проверена судьёй. Однако Ван Агт не захотел выполнять это ходатайство и подготовил налёт на клинику Блуменхове. После наводки в клинику отправились около трёхсот активистов. Это вынудило Ван Агта отменить рейд. Толерантная практика абортов продолжалась не только в клинике Блуменхове, но и в других клиниках Стимезо.

### 1980-е годы

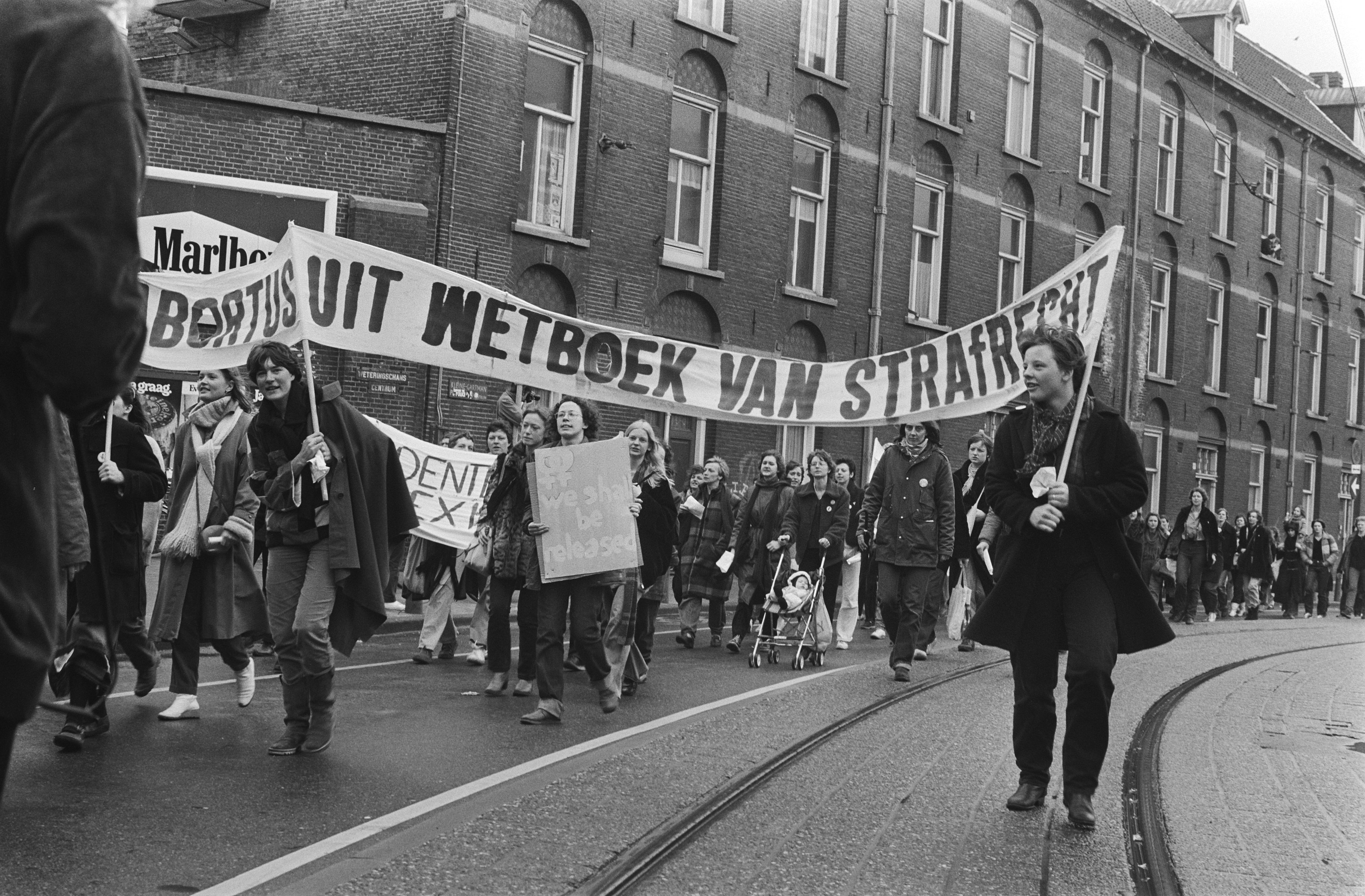
«Долой аборт из Уголовного кодекса», демонстрация 8 марта 1981 года.

В последующий период, во время первого кабинета Ван Агта, законопроект Йоба де Рютера (Христианско-демократический призыв) и Леендерта Гиньяара (Народная партия за свободу и демократию) был одобрен в Палате представителей 18 декабря 1980 года наименьшим возможным большинством (76 голосов за, 74 голоса против). В апреле 1981 года он также был принят Сенатом узким большинством голосов (38 за, 37 против). Закон о прерывании беременности вступил в силу 1 ноября 1984 года.

### 2010-е годы
Во время общих политических размышлений в Палате представителей в 2015 году упоминался этот период, и речь шла о столкновении между лидером Реформатской партии Кесом ван дер Стаай и лидером партии Демократы 66 Александром Пехтольдом, когда Ван дер Стаай указал, что законодательство об абортах следует пересмотреть: «Через двенадцать недель это уже младенец с пальчиками и всеми органами». Затем Ван дер Стаай процитировал американского философа и сторонника абортов Майкла Сэндела: «Если это действительно жизнь, достойная защиты, то на самом деле там происходит убийство». Это заходит слишком далеко для Пехтольда, который парирует: «Не прячьтесь за американца. Тогда осмелитесь сказать, что это убийство. И тогда вы обнаружите, что я стою перед вами, потому что это не убийство. Это право женщины». По словам американского политика, ранее в 2012 году Ван дер Стаай говорил в новостях о том, что вероятность беременности при изнасиловании у женщин будет небольшой из-за защитного механизма. «Это факт, такое случается очень редко». Ван дер Стаай сослался на исследование, которое показывает, что изнасилование приводит к беременности чуть более чем в 0,5% случаев. Однако это было опровергнуто другим исследованием с процентным соотношением около 6,5-7,5%, показывающим, что беременность относительно даже немного чаще встречается среди жертв изнасилования, чем при сексе по обоюдному согласию.

## Законодательство
Положения, касающиеся абортов, содержатся в Уголовном кодексе (раздел XIX A — Прерывание беременности) и в Законе о прерывании беременности (Wafz). Wafz основан на двух положениях. С одной стороны, это касается правовой защиты жизни будущего человека, с другой стороны, права женщины на помощь в случае нежелательной беременности.
Врач, делающий аборт, имеет основания для освобождения от наказания, т.е. аборт является законным, если врач делает аборт в соответствии с правилами, установленными Wafz. Для этого он должен, среди прочего, установить, что женщина заявляет о том, что она находится в «чрезвычайной ситуации». Решение об этом остаётся суверенно за женщиной. Отец плода явно не имеет права на совместное решение. Закон о договорах о медицинском обслуживании (WGBO) также предусматривает, что несовершеннолетние в возрасте старше 16 лет обладают полной дееспособностью в отношении обращения за медицинской помощью, такой как аборт. Девочки до 16 лет должны обсудить это со своими родителями.
Wafz не определяет, до какого срока беременности врач может сделать аборт. Однако в статье 82a Уголовного кодекса говорится, что «убийство плода, который, как можно разумно ожидать, выживет вне чрева матери», равносильно «лишению жизни другого ребёнка или ребёнка при рождении или вскоре после него». Исходя из современного состояния медицинской науки, по данным министерств здравоохранения и юстиции, аборт на плодах человека в Нидерландах можно проводить в срок до 24 недель (5,5 месяцев) после оплодотворения при соблюдении ряда правил. Одно из этих правил заключается в том, что аборту должен предшествовать период размышления продолжительностью не менее 5 дней, и что аборт должен выполняться врачом в клинике или больнице, получившим «лицензию на аборт».

### Разрешение
Аборт может быть выполнен только врачом в больнице или клинике, лицензированной министерством здравоохранения, социального обеспечения и спорта. Существует лицензия на прерывание беременности до 13 недель включительно (аборты в первом триместре), а также более строгая лицензия на прерывание беременности, продолжительность которой превышает 13 недель (аборты во втором триместре). Аборты во втором триместре чаще вызывают осложнения, а это означает, что, например, всегда должны присутствовать два врача.

### Чрезвычайные ситуации
Беременность может быть обоснованно прервана, если чрезвычайная ситуация женщины делает это неизбежным. Однако понятие чрезвычайной ситуации (нидерл. noodsituatie) чётко не определено или почти не определено. Некоторое общее описание концепции можно найти в парламентских документах. Это будет касаться состояния психического расстройства, в котором женщина оказалась из-за нежелательной беременности без угрозы физического или психологического вреда. В самом Wafz нет описания термина «чрезвычайная ситуация». В то время законодатель сознательно не мог и не желал дать дальнейшее определение этому термину. Это связано с тем, что чрезвычайные ситуации слишком разнообразны, и поэтому невозможно описать в общих чертах, когда существует чрезвычайное положение. Согласно комитету, который подверг Wafz оценке, практику использования неопределённого понятия чрезвычайной ситуации можно резюмировать следующим образом:
«Ситуация, в которой оказалась женщина и которая привела к просьбе о прерывании беременности, является одним из элементов, определяющих процесс принятия решения об аборте. В процедуре принятия решения должна быть предоставлена информация об альтернативных решениях (чрезвычайной) ситуации, в которой оказалась женщина. Если, по мнению женщины, это не может привести к разрешению её чрезвычайной ситуации, врач должен принять решение о том, делать аборт или нет. Врач может сотрудничать, если, по его мнению, с учётом всех соответствующих обстоятельств, неотложное состояние женщины делает аборт неизбежным. При принятии этого решения суждение женщины должно иметь преимущественную силу, при этом врач не может уклониться от своей ответственности, полагаясь лишь на тот факт, что женщина желает прерывания беременности. Он предполагает два независимых решения: женщина решает, хочет ли она аборта, врач решает, может ли он обосновать это для себя как с медицинской, так и с этической точек зрения».

### Решение о прерывании беременности
Для выполнения всех этих требований дополнительные правила изложены в Указе о прерывании беременности, сокращенно Bafz (статья 5, пункт 1 Wafz). Таким образом, в статье 3 Bafz предусматривает, что больница или клиника организует для врача одно или несколько собеседований с женщиной. Больница или клиника должна будет предоставить достаточно времени и места для этой цели. В статьях 6, 7 и 8 Bafz устанавливаются дополнительные правила в отношении отчётности, контроля и последующего ухода.

### Уголовное право и закон об абортах
В сфере уголовного права для практики абортов важны две статьи. Это статья 82а и 296 статья. 82а гласит следующее: «Лишить жизни другого человека или ребёнка во время или вскоре после рождения означает убить плод, который, как можно разумно ожидать, будет способен выжить вне чрева матери».
Статья 296 пункт 1 гласит: «Любой, кто лечит женщину, когда он знает или должен обоснованно подозревать, что в результате этого может быть прервана беременность, подлежит наказанию в виде лишения свободы на срок до четырёх лет и шести месяцев или штрафу четвёртой категории».
Пункты 2-4 содержат отягчающие обстоятельства в случае, если деяние повлекло смерть женщины, женщина не дала согласия или в случае отсутствия согласия и деяние также повлекло смерть женщины. Пункт пятый содержит основание для освобождения от наказания в случае совершения преступления, предусмотренного ст. 296 пунктом 1, если оно было совершено в контексте Wafz.
В статье 82a установлен срок, не упомянутый в Wafz. Согласно статье убийство жизнеспособного плода является преступлением против жизни. Этот предел установлен в 24 недели в Нидерландах. Таким образом, прерывание беременности по истечении этого 24-недельного срока больше не является прерыванием беременности, а является преступлением против жизни. Поэтому врач, виновный в таком преступлении, не может ссылаться на исключение из наказания по пятому пункту, теперь, когда о лечении в соответствии с Wafz уже нельзя говорить, поскольку это лечение запрещено.
Для тех случаев, когда желательно приступить к прерыванию беременности на поздних сроках, например для предупреждения тяжёлых осложнений для женщины, обращение к обстоятельствам непреодолимой силы предусмотрено статьёй 40.

### Критика законодательства

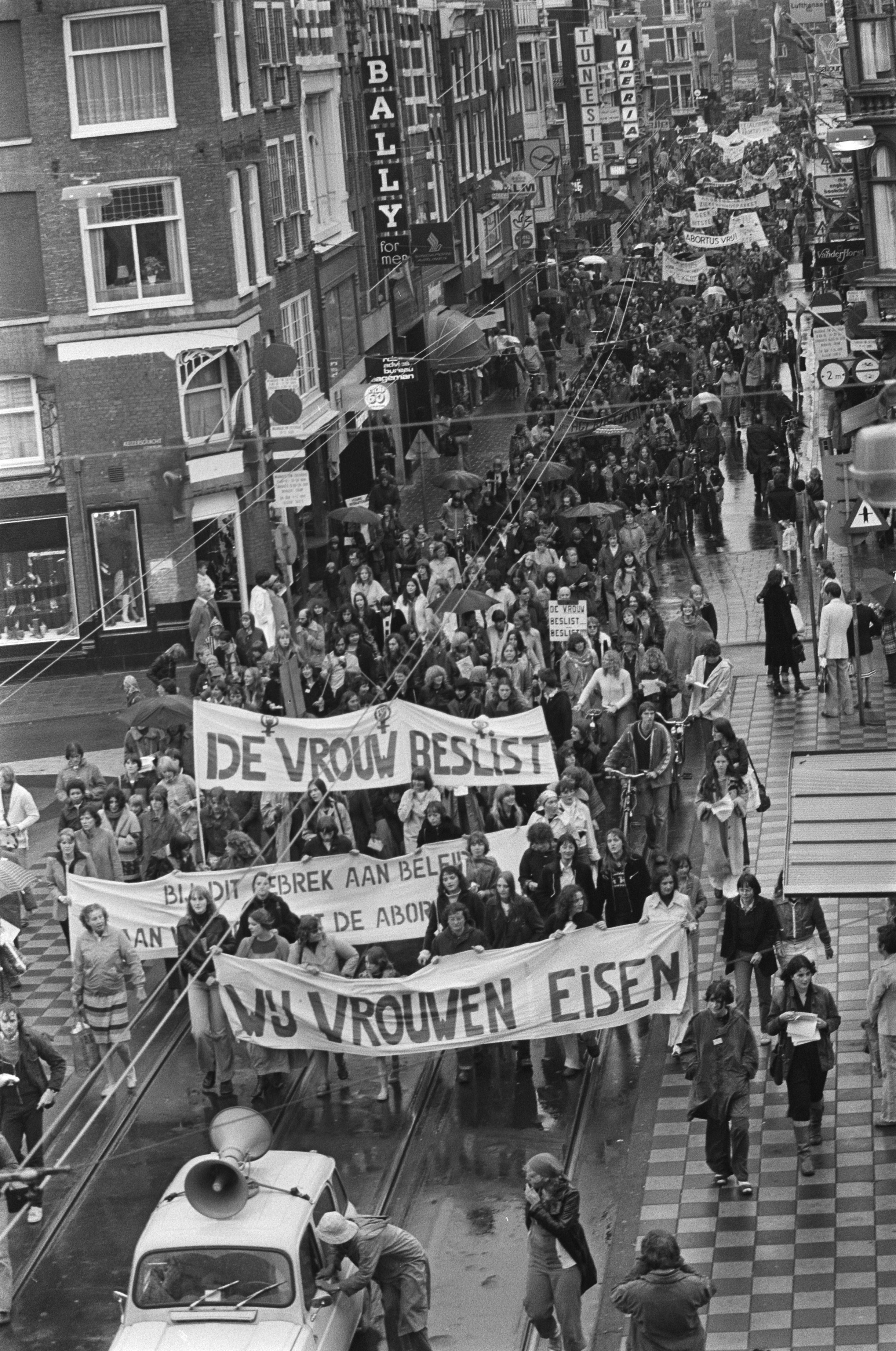
Марш движения «Мы, женщины, требуем» через Амстердам 10 сентября 1977 года

Инициативная группа «Мы, женщины, требуем» боролась за три конкретных пункта: решает женщина, аборт уходит из уголовного кодекса и оплата аборта за счёт государства. Строго говоря, ни одно из этих трёх требований не было выполнено. Апеллируя к преднамеренно расплывчатому понятию «неотложной помощи», открывается доступ к оправданному с медицинской точки зрения аборту, но это не право на аборт, за которое боролись. Цель состояла в том, чтобы женщина могла распоряжаться своим телом (в этом контексте известен лозунг «босс в собственном животе»). Аборт по-прежнему включён в Уголовный кодекс, и аборт финансируется не через фонд медицинского страхования, а через AWBZ. Последнее требование было удовлетворено больше всего: например, аборты также доступны для женщин, получающих пособия.
Помимо общей критики разрешения абортов (этические вопросы), есть также конкретные элементы Wafz, которые подвергаются критике. Например, по действующему законодательству Нидерландов отец будущего ребёнка не имеет права голоса при принятии решения о том, делать аборт или нет. Решение об этом остаётся исключительно за женщиной. Некоторые считают это формой дискриминации, и поэтому право на участие в этом является одним из требований движения отцов. Право на совместное решение может означать, что решение об аборте является не только выбором женщины, но должно учитывать интересы мужчины.
Большая часть критики вызвана термином «чрезвычайная ситуация» и тем, как ему (не) придают форму. Некоторые врачи сомневаются в нынешнем ограничении в 24 недели, поскольку технологические достижения означают, что жизнеспособность вне матки возможна уже в несколько более раннем возрасте, хотя шансы на жизнь для ребёнка, рождённого так преждевременно, всё ещё низки.
В оценке Закона о прерывании беременности в 2005 году один из выводов отчёта заключался в том, что пятидневный период на размышление следует отменить. Авторы доклада высказались за гибкий период размышлений, который должен определять врач для каждого пациента. Обязательный период обдумывания был предметом обсуждения с момента принятия закона. Организации, выступающие за выбор, считают это патерналистским вмешательством в жизнь беременной женщины, которая, по их мнению, уже рассмотрела свои возможности, прежде чем записаться на аборт. Организации, выступающие за жизнь, считают, что этот период размышлений необходим, чтобы женщины могли принять взвешенное решение. 21 июня 2022 года Сенат одобрил законопроект, который отменяет обязательный период обдумывания, оставляя его на усмотрение врача, который делает аборт. Когда эта поправка вступит в силу, пока не известно.

## Статистика
В 2005 году разрешение на аборт имелось у 108 больниц и 17 абортариев. В специализированных клиниках производится 95% абортов.
По данным Инспекции по здравоохранению и делам молодёжи, число абортов, о которых сообщили беременные женщины, проживающие в Нидерландах, увеличилось с 17 251 в 1985 году до 28 437 в 2001 году. Количество абортов, совершаемых женщинами, проживающими в Нидерландах, стабилизировалось с 2002 года на уровне от 28 000 до 34 000 в год.
Процент беременностей женщин, проживающих в Нидерландах, прерванных абортом, неуклонно растёт с 1990 года: если в 1990 году аборт делала каждая десятая беременная женщина, то в 2006 году — почти каждая седьмая. Количество абортов стабильно с 2000 года, в 2008 году их было 33 000.
Коэффициент абортов — это количество абортов на тысячу женщин и девочек детородного возраста — в Нидерландах в 2004 году составлял 8,7. Хотя этот показатель после падения в 1970-х годах вырос с 1990 года, когда он составлял 5,2, уровень абортов в других западных странах, как правило, выше.

## Помощь
Помощь при нежелательной беременности предлагают 14 клиник абортов в Нидерландах. В 2013 году в этих клиниках было выполнено 92% прерываний беременности. Остальные процедуры выполнялись гинекологами в больницах:p. 10. В 2017 году 30 523 женщины в Нидерландах прервали беременность; 11% процедур были проведены женщинам, приехавшим с этой целью в Нидерланды.
Если женщина сама сомневается, хочет ли она прервать беременность, её часто направляют в бюро ФИОМ или в Сириз. Это специализированные агентства по социальной работе.

## Протесты и акции против абортов

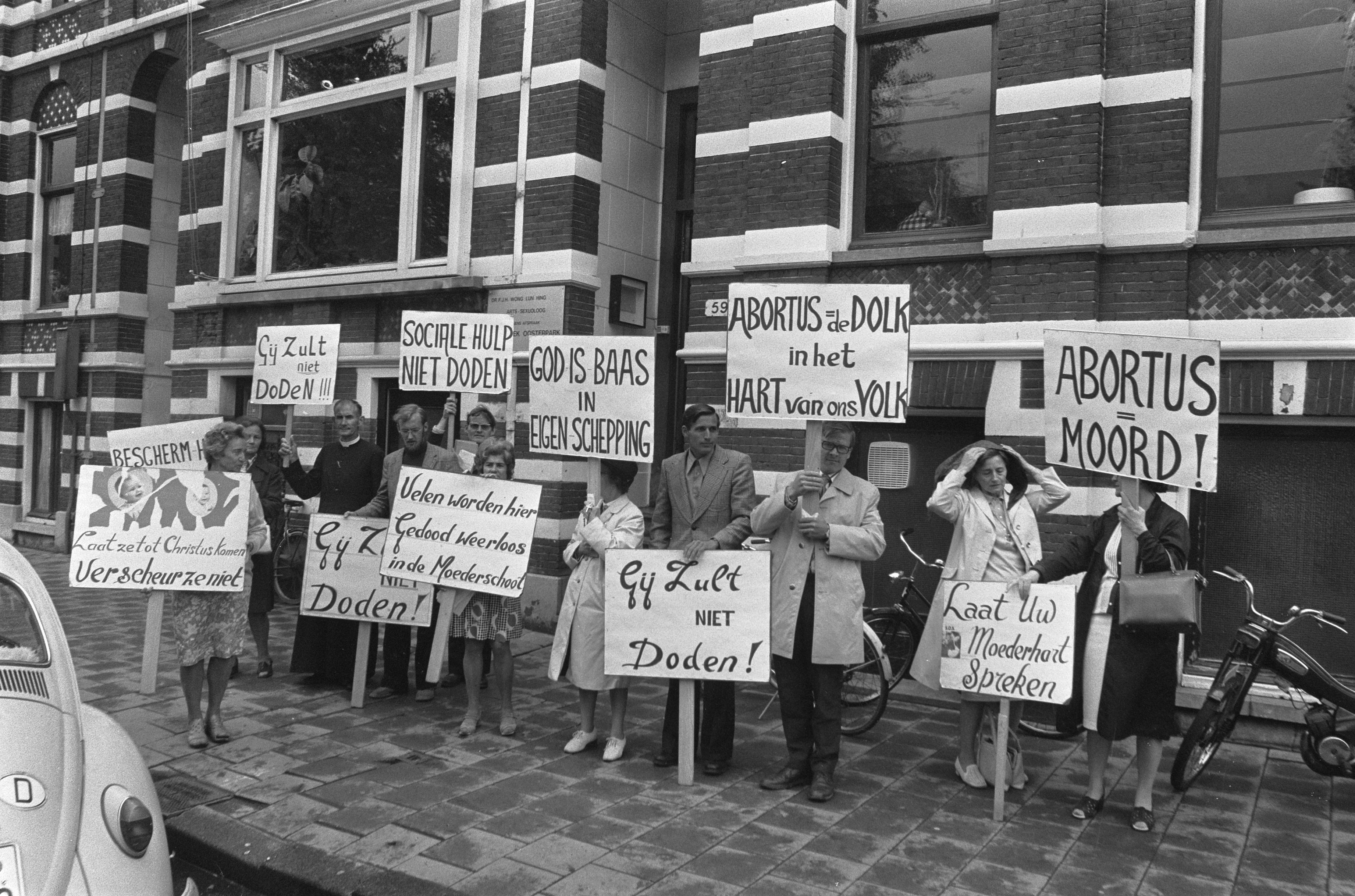
Демонстрация против абортов в клинике Оостерпарк в Амстердаме (1974 г.)

Уже в 1970-х годах были уличные протесты против абортов. Протестующие против абортов требовали закрытия всех клиник под лозунгом «Аборты — это убийство».

### Акции движения «Спасение»

#### Разрушение клиники Блуменхове в 1989 году
В 1986 году в США было основано движение «Спасатели», воинствующие активисты которого разгромили там несколько клиник для абортов и даже угрожали врачам, делающим аборты на дому. В 1990 году уже было арестовано 30 000 активистов, многие из них получили тюремные сроки. В 1989 году оставшиеся члены этого движения основали международную группу «Rescue Outreach» с офисом в Лондоне, из которой она пыталась радикализировать движение в защиту жизни в Европе с помощью насильственных действий. Фонд «Михаэль, спаси жизнь» стал голландским отделением Rescue Outreach. 9 сентября 1989 года 14 активистов (некоторые из которых приехали из США, Канады и Австралии) движения «Михаэль, спаси жизнь» вошли в клинику Блуменхове и учинили крупномасштабное разрушение оборудования на многие тысячи гульденов. Двое активистов, выдававших себя за клиентов, договорились о встрече; оказавшись внутри, они открыли пожарную дверь для своих товарищей:23:40. Активисты против абортов изводили пациенток в их кроватях с пластиковыми плодами и разговаривали с ними, разбили лифт, распаковали все инструменты, разбили аспиратор, перерезали трубки. Кроме того, они взяли детей и расставили их во всех помещениях здания, чтобы они бормотали молитвы. Полиции пришлось вытаскивать активистов из здания. Все участники были арестованы, а иностранные активисты позже высланы из страны. Испуганным пациентам приходилось оказывать психологическую помощь; клиника была дополнительно защищена.

#### Последующие рейды и блокады «Michaël»
Затем активисты «Михаэль, спаси жизнь» вторглись во многие клиники для абортов: Mildredhuis в Арнеме (декабрь 1989), клинику доктора Сторма в Роттердаме (апрель 1990) и снова Bloemenhove в Хемстеде (май 1990). Они также заблокировали вход в клиники в Лейдене (ноябрь 1989 года), Гааге (февраль и март 1990) и снова Роттердаме (июнь, август и октябрь 1990 года) на некоторое время, вынуждая полицию несколько раз вмешиваться и арестовывать сторонников пролайф. Устав от жёстокого запугивания, Stimezo в ноябре 1990 года подали на «Михаэль» в суд, потребовав, чтобы активисты, выступающие против абортов, не подходили к клинике ближе, чем на 250 метров. 14 декабря судья удовлетворил иск Stimezo, и «Михаэль» получил запретительный ордер на 250 метров вокруг клиники доктора Шторма: они могли реализовать своё право на свободу выражения мнений, но не нарушать общественный порядок и не мешать работе клиники и её пациентам.
В конце 1989 года в Стимезо Эйндховен была совершена попытка поджога. 19 февраля 1991 года был даже совершён взрыв бомбы в здании, куда только что съехала клиника Stimezo Eindhoven.
Часть голландских активистов против абортов отвергла эти методы. Хууб Франссен писал в марте 1991 года в Reformatorisch Dagblad об этой и подобных кампаниях против абортов: «Вне всякого сомнения, мы не можем и не должны смиряться с тем, что аборты в нашей стране легализованы. Но (…) такого рода насильственные действия должны быть немедленно отвергнуты. (…) Это возмездие злом за зло».

### Протесты в XXI веке
Почти во всех клиниках для абортов в Нидерландах в начале XXI века иногда проходят тихие или шумные протесты христианских демонстрантов против абортов (например, из группы Schreeuw om Leven, VBOK:0:57 и Recht Zonder Distinction), которые пытаются повлиять на клиентов и изменить их мнение. Например, женщин в непосредственной близости от клиник называют «убийцами», дверные замки опечатывают, а наружные стены оклеивают такими текстами, как «Аборт — это убийство». В конце 2001 года De Fabel van de Illegal сообщил, что с мая 2001 года три раза в неделю 12 женщин-христианок-фундаменталисток Ремейкерка протестовали перед абортарной клиникой в Лейдене, пытаясь поговорить с посетительницами абортария и приставая к персоналу с такими вопросами, как «сколько вы сегодня убили?» Затем De Fabel организовал контрдемонстрации.
В 2007 году VBOK сообщил, что они проводят демонстрации и молятся в Mildredhuis в Арнеме в первый понедельник месяца в течение 33 лет:0:57. В бывшей клинике абортов CASA Houten (2014–2017 гг.) демонстрации Schreeuw om Leven были почти каждый понедельник и в среду утром, сотни пластиковых кукол в форме плода были выставлены на улицу на обзор в 2014 году и в 2016 году не менее трёх раз; в 2016 году незнакомцы разрисовали лозунги против абортов. В октябре 2017 года Маделон ван Инген, директор Stimezo Zwolle в 2005–2017 годах, сообщил, что каждый месяц группа пенсионеров приходила протестовать в клинику абортов в Зволле. Геррит Зомердейк, директор клиники в Роттердаме, сообщил в марте 2019 года, что демонстранты не выполнили положение о том, что они могут стоять только через улицу, и что протесты становятся все более интенсивными и жестокими. В том же месяце бывший сотрудник Врелингхейс в Утрехте рассказал, что женщины всё чаще подвергаются преследованиям в их клинике, и выразил сожаление по поводу того, что протестующие пытаются схватить женщин в самый уязвимый момент. Врелингхейс уже вывесил снаружи табличку, предупреждающую посетителей: «Остерегайтесь агрессивных демонстрантов против абортов» (нидерл. Let op agressieve anti abortus demonstranten) [так в оригинале]. В апреле 2019 года клиника Милдред в Эйндховене сообщила, что каждый последний вторник месяца протестующие издеваются над женщинами перед клиникой.

### Меры
В 2017 году было законно проводить демонстрации в абортариях без разрешения, но существовало обязательство сообщать об этом: любой, кто хочет провести демонстрацию, должен сообщить об этом не менее чем за четыре дня:2:25. Муниципалитет Зволле ранее разработал дополнительные правила, такие как максимум 8 демонстрантов и что им не разрешается стоять прямо перед входом в клинику, а лишь за углом. В декабре 2017 года новый директор Дезире Кнол из Stimezo Zwolle призвала муниципалитет принять дополнительные меры в связи с увеличением числа инцидентов, в которых её поддержал местное отделение Партии за свободу и демократию. Многие люди считают, что демонстрации за пределами клиник для абортов неуместны; например, опрос общественного мнения, проведённый Omroep MAX, показал, что 58% не согласны с утверждением «Должна быть разрешена демонстрация перед клиникой для абортов», а 42% согласны:3:36. Учитывая, что демонстранты против абортов в середине 2010-х годов, казалось, стали более агрессивными, а количество инцидентов увеличилось, в сентябре 2018 года Humanistisch Verbond начала кампанию за лучшую защиту женщин возле клиник и выступала за создание буферных зон. В 2019 году такие зоны существовали не только в Зволле, но и в Роттердаме и Рурмонде.
Министр здравоохранения Хьюго де Йонге (Христианско-демократический призыв) поддержал петицию Humanistisch Verbond и поэтому весной 2019 года призвал четырнадцать муниципалитетов, в которых есть клиника для абортов, создать буферные зоны, свободные от демонстраций. Однако это мало изменило ситуацию, и именно поэтому Humanistisch Verbond и De Bovengrondse придумали свой собственный план: систему напарников для женщин, чтобы им не приходилось проходить мимо демонстрантов в одиночку. К июню 2019 года почти 3000 человек уже вызвались добровольцами в качестве помощника, который сопровождает пациентку в клинику для абортов и обратно. 11 июня Палата представителей обсудила дополнительные меры, при этом оппозиционные партии Зелёные левые (Нидерланды), Партия труда, SP, Партия защиты животных и 50PLUS, а также правительственные партии Народная партия за свободу и демократию и Демократы 66 выступили с совместным призывом к обеспечению права женщин на безопасную, уверенную возможность выбрать аборт. Министр Хьюго де Йонге (Христианско-демократический призыв) ещё раз подчеркнул, что, по его мнению, буферные зоны должны создавать муниципалитеты, а не он как министр.
В марте 2020 года Stimezo Zwolle сообщили, что по крайней мере два раза в неделю представитель Schreeuw om Leven подходил к посетителям и часто запугивал женщин до такой степени, что они приходили в слезах. По словам директора Маргрит Янсен, клиника была вынуждена вызывать полицию в среднем два раза в месяц в случае серьёзных случаев домогательств. Вместе с Humanistisch Verbond и De Bovengrondse Stimezo умолял муниципалитет создать буферную зону, в том числе для демонстрантов, которые проводят демонстрации самостоятельно и поэтому не нуждаются в разрешении муниципалитета, но тем не менее могут нанести психологический ущерб посетителям.
В феврале и мае 2020 года муниципалитет Хемстеде приказал демонстрантам стоять через улицу (со стороны входа) или в 25 метрах (сзади) от Bloemenhovenkliniek. Немецкая организация против абортов Donum Domini (лат. «Дар от Господа») затем подала иск против муниципалитета, поскольку считала, что имеет право лично обращаться к женщинам, посещающим клинику, на основании свободы собраний и демонстраций, чтобы попытаться изменить их мнение. Однако в июле 2020 года окружной суд Северной Голландии в Харлеме постановил, что личное обращение к женщинам, желающим попасть в клинику, «не считается демонстрацией и, следовательно, не защищено Конституцией. Ведь речь идёт не о «распространении социальной проблемы, а о поднятии индивидуального вопроса с отдельным человеком», а это и есть «расстройство». Демонстрантам разрешается разговаривать с женщинами, которые посещают клиники для абортов, только в том случае, если женщины дают своё согласие, проявляя инициативу, а именно, переходя улицу и разговаривая с демонстрантами по собственному желанию.